# Stanisław Habowski

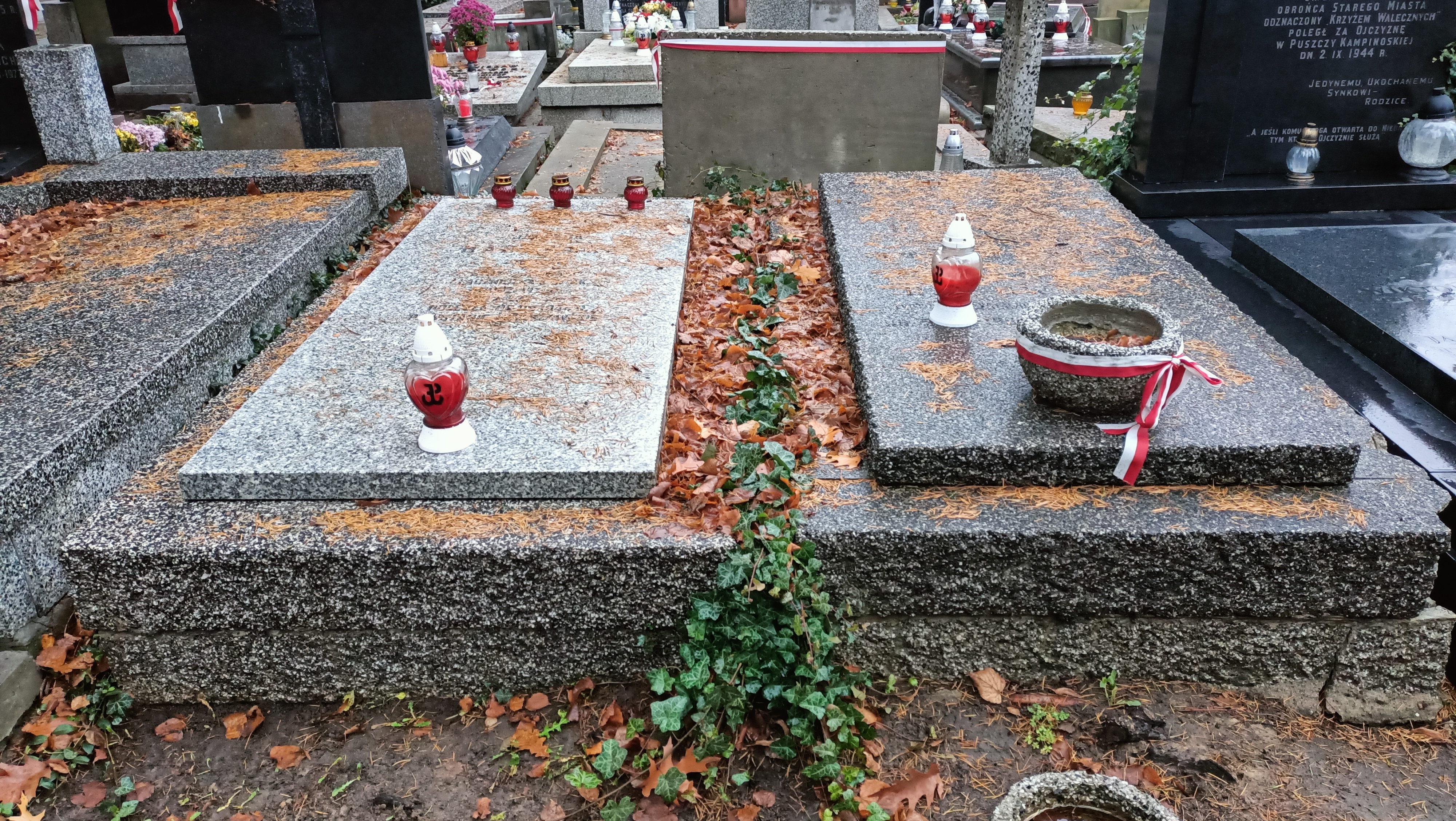
Grób Stanisława Habowskiego na Cmentarzu Wojskowym na Powązkach

Stanisław Antoni Habowski (ur. 28 marca 1895 w Nowym Sączu, zm. 16 listopada 1966 w Warszawie) – generał brygady Wojska Polskiego, działacz niepodległościowy, kawaler Orderu Virtuti Militari.

## Życiorys
Urodził się 28 marca 1895 w Nowym Sączu, ówczesnym mieście powiatowym Królestwa Galicji i Lodomerii, w rodzinie Józefa i Klary z domu Burnagiel. Do 1914 roku uczęszczał do c. i k. Gimnazjum I Wyższego w Nowym Sączu. Uczył się w jednej klasie z Michałem Gałązką. W latach 1912–1913 należał do Związku Strzeleckiego, a w latach 1913–1914 do Polowych Drużyn Sokolich.
W czasie I wojny światowej walczył w Legionach Polskich i II Korpusie Polskim w Rosji. Był podoficerem 4 pułku piechoty Legionów, a następnie oficerem 2 pułku piechoty Legionów. 1 stycznia 1917 roku został awansowany na chorążego, a w lutym 1918 roku na podporucznika. Między innymi uczestniczył w bitwie pod Rarańczą i Kaniowem. Od maja do listopada 1918 roku przebywał w niemieckiej niewoli. W 1915 roku złożył egzamin dojrzałości.
Po odzyskaniu niepodległości został przyjęty do Wojska Polskiego. Walczył na wojnie z bolszewikami w szeregach 65 pułku piechoty. 14 października 1920 roku został zatwierdzony w stopniu kapitana ze starszeństwem z dniem 1 kwietnia 1920 roku. Po zakończeniu działań wojennych w dalszym ciągu pełnił służbę w 65 pułku piechoty w Starogardzie. 3 maja 1922 roku został zweryfikowany w stopniu kapitana ze starszeństwem z dniem 1 czerwca 1919 roku i 571. lokatą w korpusie oficerów piechoty. W następnym roku był dwukrotnie odkomenderowany do Centralnej Szkoły Żandarmerii w Grudziądzu. Po raz pierwszy na dwa miesiące, do dnia 15 sierpnia, w charakterze instruktora, a po raz drugi z dniem 1 października 1923 roku na stanowisko instruktora musztry i wykładowcy ogólnej wiedzy wojskowej. W grudniu tego roku został przydzielony do batalionu szkolnego piechoty OK Nr VIII na stanowisko dowódcy kompanii szkolnej podchorążych rezerwy. 1 grudnia 1924 roku został awansowany na majora ze starszeństwem z dniem 15 sierpnia 1924 roku i 206. lokatą w korpusie oficerów piechoty. Z dniem 15 grudnia 1924 roku został przydzielony do macierzystego 65 pp. Od 1925 roku dowodził II batalionem 31 pułku piechoty w Łodzi. 14 maja 1926 roku na czele kombinowanego batalionu 31 pp wyruszył do Warszawy, gdzie wziął udział w walkach po stronie Józefa Piłsudskiego. W latach 1928–1929 pełnił służbę w dowództwie 10 Dywizji Piechoty w Łodzi. W grudniu 1929 roku, po odbyciu trzymiesięcznego stażu liniowego oraz dwumiesięcznego Kursu Próbnego (15 X – 15 XII 1929), został powołany do Wyższej Szkoły Wojennej w Warszawie, w charakterze słuchacza X Kursu Normalnego 1929–1931. Awansowany na podpułkownika ze starszeństwem z dniem 1 stycznia 1931 roku w korpusie oficerów piechoty. Z dniem 1 września 1931 roku, po ukończeniu studiów i otrzymaniu dyplomu naukowego oficera dyplomowanego, został przeniesiony do 2 pułku pancernego w Żurawicy na stanowisko zastępcy dowódcy pułku. W latach 1934–1936 dowodził 5 batalionem czołgów i samochodów pancernych oraz 5 batalionem pancernym w Krakowie. 1 października 1936 roku objął dowództwo 75 pułku piechoty w Chorzowie. 19 marca 1939 roku został awansowany na pułkownika. Na czele 75 pułku piechoty walczył w kampanii wrześniowej 1939 roku. Od 20 września 1939 roku, po przegranej bitwie pod Tomaszowem Lubelskim, przebywał w niemieckiej niewoli.
Po zakończeniu II wojny światowej w Europie został przyjęty do Wojska Polskiego. Dowodził 8 Drezdeńską Dywizją Piechoty (IV – XI 1946), 5 Saską Dywizją Piechoty w Międzyrzeczu (16 XI 1946 – 13 IX 1947) i 4 Pomorską Dywizją Piechoty w Kaliszu (15 IX 1947 – 15 VI 1948) oraz kierował Oficerską Szkołą Piechoty nr 1 we Wrocławiu jako jej komendant (15 VI 1948 – 30 IX 1949).
22 lipca 1948 roku został awansowany na generała brygady. Usunięty z wojska w ramach „oczyszczania” korpusu oficerskiego po III Plenum KC PZPR i przeniesiony w stan spoczynku.
Pochowany na cmentarzu Wojskowym na Powązkach w Warszawie (kwatera A23-12-5).

## Życie prywatne
Mieszkał w Warszawie. Jego pierwsza żona zginęła 9 września 1944 w powstaniu warszawskim. Miał z nią syna Janusza Ryszarda (ur. 1 czerwca 1931, zm. 1939 w Chorzowie). Od 1946 żonaty z Marią Niedziałkowską z domu Sipajło (zm. 1970).

## Ordery i odznaczenia
- Krzyż Złoty Orderu Wojennego Virtuti Militari
- Krzyż Srebrny Orderu Wojskowego Virtuti Militari nr 7002 – 17 maja 1922[22][1]
- Order Krzyża Grunwaldu III klasy – 17 grudnia 1946[23]
- Krzyż Niepodległości – 6 czerwca 1931 „za pracę w dziele odzyskania niepodległości”[24]
- Krzyż Kawalerski Orderu Odrodzenia Polski – 1938
- Krzyż Walecznych trzykrotnie
- Złoty Krzyż Zasługi – 9 stycznia 1947[25]
- Srebrny Krzyż Zasługi – 16 marca 1928 „za zasługi na polu przysposobienia wojskowego”[26]
- Medal Pamiątkowy za Wojnę 1918–1921
- Medal Dziesięciolecia Odzyskanej Niepodległości
- Odznaka „Znak Pancerny” nr 793 – 11 listopada 1935[27]
- Srebrny Medal Waleczności I klasy – 1915[28]
- Medal Zwycięstwa[29]